# Габрієль Гомес
Габрієль Гомес (ісп. Gabriel Enrique Gómez, нар. 29 травня 1984, Панама) — панамський футболіст, що грав на позиції півзахисника.
Виступав, зокрема, за клуб «Белененсеш», а також національну збірну Панами, у складі якої є рекордсменом за кількьістю проведених ігор.

## Клубна кар'єра
У дорослому футболі дебютував 2000 року пробувши рік у клубі «Спортінг» (Сан-Мігеліто).
Згодом з 2001 по 2007 рік грав у складі команд клубів «Енвігадо», «Сан-Франциско», «Депортіво Пасто», «Тауро», «Депортіво Перейра» та «Санта-Фе».
Своєю грою за останню команду привернув увагу представників тренерського штабу клубу «Белененсеш», до складу якого приєднався 2007 року на правах оренди, а згодом два роки на контракті. Більшість часу, проведеного у складі «Белененсеша», був основним гравцем команди.
Протягом 2010—2016 років захищав кольори клубів «Ерміс», «Ла Екідад», «Індіос», «Філадельфія Юніон», «Атлетіко Хуніор», «Сан-Франциско», «Ередіано» та «Картагінес» (на правах оренди).
До складу клубу «Депортес Толіма» приєднався 2016 року, за який відіграв сезон, надалі захищав кольори команд «Атлетіко Букараманга» та «Спортінг» (Сан-Мігеліто).

## Виступи за збірну
2003 року дебютував в офіційних матчах у складі національної збірної Панами. Наразі провів у формі головної команди країни 126 матчів, забивши 11 голів.
У складі збірної був учасником 6 розіграшів Золотого кубка КОНКАКАФ: 2005 (де разом з командою здобув «срібло»), 2007, 2009, 2011, 2013 (друге місце), а також 2015 року (бронзові нагороди). Брав участь у розіграші Кубка Америки 2016 року в США. Після останнього турніру кількість матчів Гомеса у формі збірної сягнула 126, що є рекордом національної команди Панами.

## Титули і досягнення
- Срібний призер Золотого кубка КОНКАКАФ: 2005, 2013
- Бронзовий призер Золотого кубка КОНКАКАФ: 2015